# Климэуць (Румыния)
Климэуць (рум. Climăuți, нем. Klimoutz, рус. Климовцы) — село в жудеце Сучава Румынии. 
Село входит в состав коммуны Мушеница.

## Общая физико-географическая характеристика
Географическое положение
Через село течёт река Климэуць. По автомобильным дорогам расстояние до административного центра жудеца — города Сучава — 54 км, до столицы Румынии города Бухарест — 490 км..

## История
Село Климовцы (Климэуць) впервые упоминается в 1780 году актом пожертвования, подписанным игуменом монастыря Путна Иоасафом, согласно которому российским староверам позволялось расселиться на землях принадлежащих монастырю в Молдавском княжестве. В 1784 году к северу было образовано село Белая Криница, ныне в Черновицкой области.
На 1864 год село в Соединённых княжествах Молдавии и Валахии.

## Достопримечательности
В селе расположено несколько церквей:
- Храм преподобного Сергия Радонежского
- Церковь Успения Пресвятой Богородицы

В октябре 2014 года в рамках празднования 700-летия со дня рождения преподобного Сергия Радонежского на въезде в село был установлен двенадцатиметровый крест-памятник.

## Население
По данным переписи населения 2002 года в селе проживало 515 человек.
Национальный состав села
| Национальность   | Количество людей | Процент |
| ---------------- | ---------------- | ------- |
| русские-липоване | 468              | 99,4 %  |
| румыны           | 34               | 6,6 %   |
| украинцы         | 13               | 2,5 %   |

Родной язык
| Национальность | Количество людей | Процент |
| -------------- | ---------------- | ------- |
| русский        | 468              | 99,4 %  |
| румынский      | 34               | 6,6 %   |
| украинский     | 13               | 2,5 %   |